# Provinz Hizen

Karte der japanischen Provinzen, Hizen rot markiert

Hizen (japanisch 肥前国 Hizen no kuni) war eine der historischen Provinzen Japans. Sie grenzte an die Provinzen Chikuzen und Chikugo. Heute ist das Gebiet auf die Präfektur Saga und die Präfektur Nagasaki aufgeteilt, Nagasaki erhielt zudem Regionen der Provinz Tsushima und der Provinz Iki hinzu.

## Geschichte
Die Provinz entstand aus der Aufspaltung der Provinz Hi in die Provinzen Hizen („Vorder-Hi“) und Higo („Hinter-Hi“). Beide Länder zusammen bezeichnete man daher später auch als Hishū (肥州, dt. „Hi-Provinzen“), Nihi (二肥, dt. „die zwei Hi“) und Ryōhi (両肥, dt. „die beiden Hi“). Higo wurde dabei zum ersten Mal für das Jahr 696 im Shoku Nihongi erwähnt. Die alte Provinzhauptstadt (kokufu) lag nahe der Stadt Yamato, heute ein Stadtteil von Saga.
Während der späten Muromachi-Zeit war Hizen der Schauplatz vieler früher Kontakte zwischen Japan sowie portugiesischen und spanischen Kaufleuten und Missionaren. Hirado und später Nagasaki entwickelten sich zu wichtigen Zentren des Außenhandels, und ein großer Teil der Bevölkerung konvertierte zum Katholizismus. Von der Stadt Nagoya in Hizen aus leitete Toyotomi Hideyoshi die Invasion Koreas, nach der Unterdrückung ausländischer Kontakte und dem Verbot des Christentums fand der Shimabara-Aufstand ebenfalls in der Provinz Hizen statt. 
In der Sengoku-Zeit war die Region unter mehreren Daimyō aufgeteilt; am mächtigsten war jedoch der Nabeshima-Clan, der seine Burg in der Stadt Saga hatte. Gegen Ende des Tokugawa-Shōgunats gab es neun Han, von denen drei unter der Herrschaft der Nabeshima standen. Während dieser Zeit blieb der Hafen von Nagasaki ein Tenryō-Territorium, das für die Tokugawa-Regierung von den Nagasaki bugyō verwaltet wurde und den Handelsposten der Niederländischen Ostindien-Kompanie auf der Insel Dejima enthielt. 

## Umfang
Die Provinz Hizen umfasste folgende spätere Landkreise (gun):
- Fujitsu
- Kanzaki
- Kii
- Kishima
- Matsuura
- Mine
- Ogi
- Saga
- Sonogi
- Takaki
- Yabu